# Munții Zittau
Munții Zittau (în germană Zittauer Gebirge) denumiți odinioară Lausitzer Kamm (ceh. Žitavské hory) sunt o grupă muntoasă care se întind de-a lungul graniței dintre Saxonia (Germania) și Boemia (Cehia). Înălțimea lor maximă nu depășeste altitudinea de 792,6 m deasupra n.m., fiind parte a lanțului munților Sudeți.

## Date geografice
Munții Zittau se află la marginea sudică a districtului Görlitz. În regiunea munților se află localitățile, luate de la est spre vest: Großschönau, Hainewalde, Olbersdorf, Bertsdorf-Hörnitz, Zittau, Waltersdorf, Oybin, Jonsdorf  și Lückendorf. Râul mai important din regiune este Mandau fließen, care curge prin vest și este un afluent al lui Lausitzer Neiße.

## Munți
- Lausche (Luž; altitudinea de 792,6 m deasupra n.m.), granița ceho-germană la sud de Waltersdorf
- Hochwald (Hvozd; altitudinea de 749,5 m deasupra n.m.), granița ceho-germană la vest de Oybin
- Jonsberg (altitudinea de 652,9 m deasupra n.m.), la est de Jonsdorf
- Buchberg (altitudinea de 651,6 m deasupra n.m.), la vest de Jonsdorf
- Scharfenstein (altitudinea de 569,4 m deasupra n.m.), la est de Oybin, la vest de Lückendorf
- Breiteberg (altitudinea de 510,1 m deasupra n.m.), la est de Großschönau, la sud de Hainewalde
- Oybin (altitudinea de 514,5 m deasupra n.m.), la nord de Oybin
- Töpfer (altitudinea de 582 m deasupra n.m.), la nord-est de Oybin, la sud de Olbersdorf